# Galumna angularis
Galumna angularis är en kvalsterart som beskrevs av Jeleva, Scull och Cruz 1984. Galumna angularis ingår i släktet Galumna och familjen Galumnidae. Inga underarter finns listade i Catalogue of Life.